# Matic Boh
Matic Boh (* 17. Mai 1991 in Ljubljana, SR Slowenien) ist ein slowenischer Eishockeytorwart, der seit 2009 beim HDD Olimpija Ljubljana unter Vertrag steht.

## Karriere
Matic Boh begann seine Karriere als Eishockeyspieler in seiner Heimatstadt in der Nachwuchsabteilung des HDD Olimpija Ljubljana, für dessen U20-Junioren er in der Saison 2007/08 in der höchsten U20-Junioren-Spielklasse Sloweniens aktiv war. Parallel stand er für Olimpijas zweite Mannschaft, für die er sein Debüt im professionellen Eishockey gab, in sechs Spielen in der slowenischen Eishockeyliga auf dem Eis. Den Großteil der Saison 2008/09 verbrachte der Torwart bei den U20-Junioren des HK Celje, kehrte jedoch noch vor Ende der Spielzeit zum HDD Olimpija zurück, für den er seither sowohl in der slowenischen Eishockeyliga, als auch in der Slohokej Liga zwischen den Pfosten steht. Im Laufe der Saison 2010/11 kam er zudem zu seinem ersten Einsatz in der Österreichischen Eishockey-Liga. 

### International
Für Slowenien nahm Boh an der U18-Junioren-C-Weltmeisterschaft 2009 und der U20-Junioren-B-Weltmeisterschaft 2011 teil. Besonders bei der U18-C-WM 2009 konnte er überzeugen, als er bei seinen vier Einsätzen eine Fangquote von 95,2 Prozent und einen Gegentorschnitt von nur 0.50 Toren pro Spiel zuließ.

## Erfolge und Auszeichnungen
- 2012 Bester Torhüter der Slohokej Liga
- 2012 Slowenischer Meister mit HDD Olimpija Ljubljana